# Äijäjärvi
Het Äijäjärvi, Äijämeer, is een meer in Zweden. Het meer ligt in de gemeente Kiruna ten zuiden van de Europese weg 45 tussen de plaatsen Vittangi en Svappavaara. Het water in het meer komt van de heuvels, bergen en moerassen in de omgeving en komt later in het meer Äijälompolo uit.
Afwatering: meer Äijäjärvi → meer Äijälompolo → Äijäjoki → Torne → Botnische Golf